# Chiesa di Santa Barbara (Milano)
La chiesa di Santa Barbara, denominata in origine Santa Maria d'Aurona, era una chiesa di Milano. Situata in via Monte di Pietà, fu soppressa assieme all'annesso monastero nel 1785.

## Storia
La chiesa sorse per l'uso dell'omonimo monastero di Benedettine, fondato nel VIII secolo dalla sorella del vescovo Teodoro, tale Orona, da cui deriverebbe il vecchio appellativo della chiesa, corrotto in "Aurona". Del monastero vi sono numerose testimonianze negli anni: fu restaurato nella seconda metà del IX secolo per interesse di Engelberga d'Alsazia, moglie dell'imperatore Ludovico II il Giovane, e viene menzionato nel 1034 nel testamento del vescovo Ariberto da Intimiano. La prima traccia della chiesa risale tuttavia al 1099, quando viene eretta una cappella dedicata a Santa Barbara. Nel 1472 fanno ingresso nel complesso le monache agostiniane dopo la fusione con il monastero di Sant'Agostino situato di fronte. Sull'attuale terreno del complesso monastico sorge ora la Ca' de Sass.

## Architettura
La chiesa descritta da Serviliano Latuada fu rifatta in un'epoca imprecisata, sia per ingrandirsi rispetto alla prima semplice cappella, sia per aderire alle norme circa l'architettura delle chiese claustrali. Sulla facciata sopra il portale d'ingresso vi era un affresco del Cerano raffigurante Maria con monache cappuccine inginocchiate; il motivo della decorazione a fresco sopra il portale si ripeteva all'interno sulla controfacciata, dove sempre il Cerano aveva dipinto San Francesco con le stimmate. La chiesa aveva due altari oltre al maggiore, il quale era ornato di un'ancona raffigurante la Beata Vergine con Gesù Bambino, San Francesco, Santa Chiara e Santa Chiara di Carlo Francesco Nuvolone. Vi si conservava infine come reliquia il cappello cardinalizio di San Carlo Borromeo.